# Weerdeburen
Weerdeburen (Fries: Weardebuorren) is een buurtschap in de gemeente Noardeast-Fryslân, in de Nederlandse provincie Friesland. Weerdeburen ligt ten zuidoosten van Ee, ten zuiden van het Dokkumergrootdiep en ten noordoosten van Westergeest. De bebouwing van de buurtschap ligt aan een doodlopende zijtak van de Wâlddyk, die eveneens Wâlddyk heet. De buurtschap wordt aangeduid met een plaatsnaambord.

## Geschiedenis
De buurtschap is ontstaan op een grote terp, een terp van de grootte waarop een dorp zou kunnen liggen. De terp werd rond 1925 zo goed als geheel afgraven. In het landschap is de vorm nog wel enigszins te zien. In 1572 werd de plaats vermeld als Werderbuiren. In 1580 werd ze vermeld als Weerderburen, daarna als Weerde Buiren en in 1853 als Wierdeburen. De plaatsnaam zou duiden op het feit dat het nederzetting (buren) was voor bewoning opgeworpen hoogte (weerd → wierd).
Tot 2019 lag Weerdeburen in de toenmalige gemeente Kollumerland en Nieuwkruisland, waarna deze opging in de gemeente Noardeast-Fryslân.
Steden, dorpen en gehuchten: Aalsum · Anjum · Augsbuurt · Birdaard · Blija · Bornwird · Brantgum · Burum · Dokkum · Ee · Engwierum · Ferwerd · Foudgum · Genum · Hallum · Hantum · Hantumeruitburen · Hantumhuizen · Hiaure · Hogebeintum · Holwerd · Janum · Jislum · Jouswier · Kollum · Kollumerpomp · Kollumerzwaag · Lichtaard · Lioessens · Marrum · Metslawier · Munnekezijl · Moddergat · Morra · Nes · Niawier · Oosternijkerk · Oostmahorn · Oostrum · Oudwoude · Paesens · Raard · Reitsum · Ternaard · Triemen · Veenklooster · Waaxens · Wanswerd · Warfstermolen · Westergeest · Wetsens · Wierum · Zwagerbosch

Buurtschappen: Abbewier · Bartlehiem (deels) · Beintemahuis · Betterwird · Bollingawier · Bonte Hond · Bornwirdhuizen · Boteburen · Brandeburen · De Dellen · De Keegen · De Kolk · De Leegte · De Rijp · De Wirden · De Schans · Dijkshorne · Dokkumer Nieuwe Zijlen · Drieboerehuizen · Ezumazijl · Groot Medhuizen · Halfweg · Hallumerhoek · Hanenburg · Hantumerhoek · Huis ter Noord · Kettingwier · Klein Medhuizen · Kletterbuurt · Kollumeroudzijl · Krabburen · Laagland · Lutkewier · Molenbuurt · Nieuwland · Oudeterp · Oudwouderzijlen · Reidswal · Scharnehuizen · Stiem · Teerd · Teijeburen · Tergracht (deels) · Ter Lune · Tibma · Tilburen · Tiltjeburen · Vaardeburen · Veldburen · Vijfhuizen (Hallum) · Vijfhuizen (Ternaard) · Visbuurt · Weerdeburen · Westerburen · Westernijkerk · Wie · Wijgeest · Zevenhuizen

Streken: 't Schoor · Galilea · It Paradyske · Lutkelaard · Sibrandahuis · Steenharst · Steenvak · Wildpad (deels) · Zandbulten · Zwagerveen

Friesland: Steden en dorpen      Nederland: Provincies · Gemeenten